# Fritz Sauckel
Ernst Friedrich Christoph Sauckel, né le 27 octobre 1894 à Haßfurt et condamné à mort et exécuté  le 16 octobre 1946 à Nuremberg, est un homme politique allemand, responsable nazi. Surnommé le « négrier de l'Europe », il a organisé les déportations de travailleurs des pays occupés vers l'Allemagne.

## Biographie
Fils d'un employé des postes et d'une couturière, il ne peut achever ses études par manque de moyens.
Quand éclate la Première Guerre mondiale, il est embarqué comme matelot sur le voilier Frieda Mahn. Arraisonné par le contre-torpilleur français Rapière, l'équipage est capturé. Fait prisonnier le 8 août 1914, Sauckel est interné successivement à Cherbourg, Saint-Malo et Dinan. Le 18 septembre 1915, il arrive au camp de l'île Longue, en rade de Brest, où il reste jusqu'à sa libération en 1919.
Ouvrier d'usine, il adhère en 1923 au parti nazi, sous le numéro 1395, dont il devient gauleiter en Thuringe en 1927 : son Gau devient rapidement un bastion nazi. Membre influent du NSDAP, proche de Hitler, il obtient que son Gau, situé au-delà de la limite d'action des bombardiers de la RAF, joue un rôle renforcé dans l'effort de guerre nazi.

## Plénipotentiaire général pour la mobilisation de la main-d’œuvre
Chef du gouvernement de Thuringe en 1932, puis Reichsstatthalter de Thuringe en 1933, responsable nazi d'un Gau doté d'une forte capacité industrielle, qu'il réorganise dans le contexte du conflit, il est nommé plénipotentiaire général pour l'emploi de la main-d'œuvre (Generalbevollmächtiger für den Arbeitseinsatz ou GBA) le 21 mars 1942 et organise à ce titre les déportations de travailleurs des pays occupés vers l'Allemagne.
Ainsi, il organise le recrutement forcé de main-d’œuvre dans l'ensemble des pays d'Europe : les territoires occupés de l'Est de l'Europe fournissent le plus important centre de recrutement de main-d’œuvre du Reich; dans un premier temps, les campagnes de recrutement des Ostarbeiter, lancées par Sauckel, rencontrent un franc succès, mais, rapidement, le sort des partants étant connu dans leurs régions d'origine, les volontaires se font plus rares, déclenchant de la part des agents de son administration une escalade de violence, à laquelle il adhère. Dans le même temps, il fixe les modalités de traitement des travailleurs forcés dans le Reich, définissant une échelle de sanctions, mais aussi en interdisant les châtiments corporels ou tentant d'établir un équilibre entre les problèmes de subsistances dans le Reich et les rations alimentaires nécessaires au maintien de la productivité de la main-d’œuvre forcée dans le Reich.
Par ailleurs, son titre en fait un interlocuteur essentiel de la politique du Reich en guerre, puisqu'il assiste en personne à l'ensemble des réunions de l'Office de planification économique allemand durant le conflit. Garant, avec Robert Ley, de l'existence d'une abondante main-d’œuvre au service du Reich, il participe à l'effort de guerre allemand, notamment en 1942, en satisfaisant les besoins en mineurs dans les mines de charbon du Reich et en veillant à leur approvisionnement, en défendant, avec le soutien de Hitler, contre Herbert Backe et Robert Ley, ministre de l'alimentation, les rations des travailleurs étrangers dans le Reich.
De plus, il gère les demandes d'ouvriers des différents secteurs de l'industrie de guerre allemande durant le conflit : ainsi, en 1943, il alloue 317 000 ouvriers étrangers pour le programme d'armement de la Luftwaffe
Son représentant en France est Julius Ritter, assassiné en septembre 1943.

## Au procès de Nuremberg

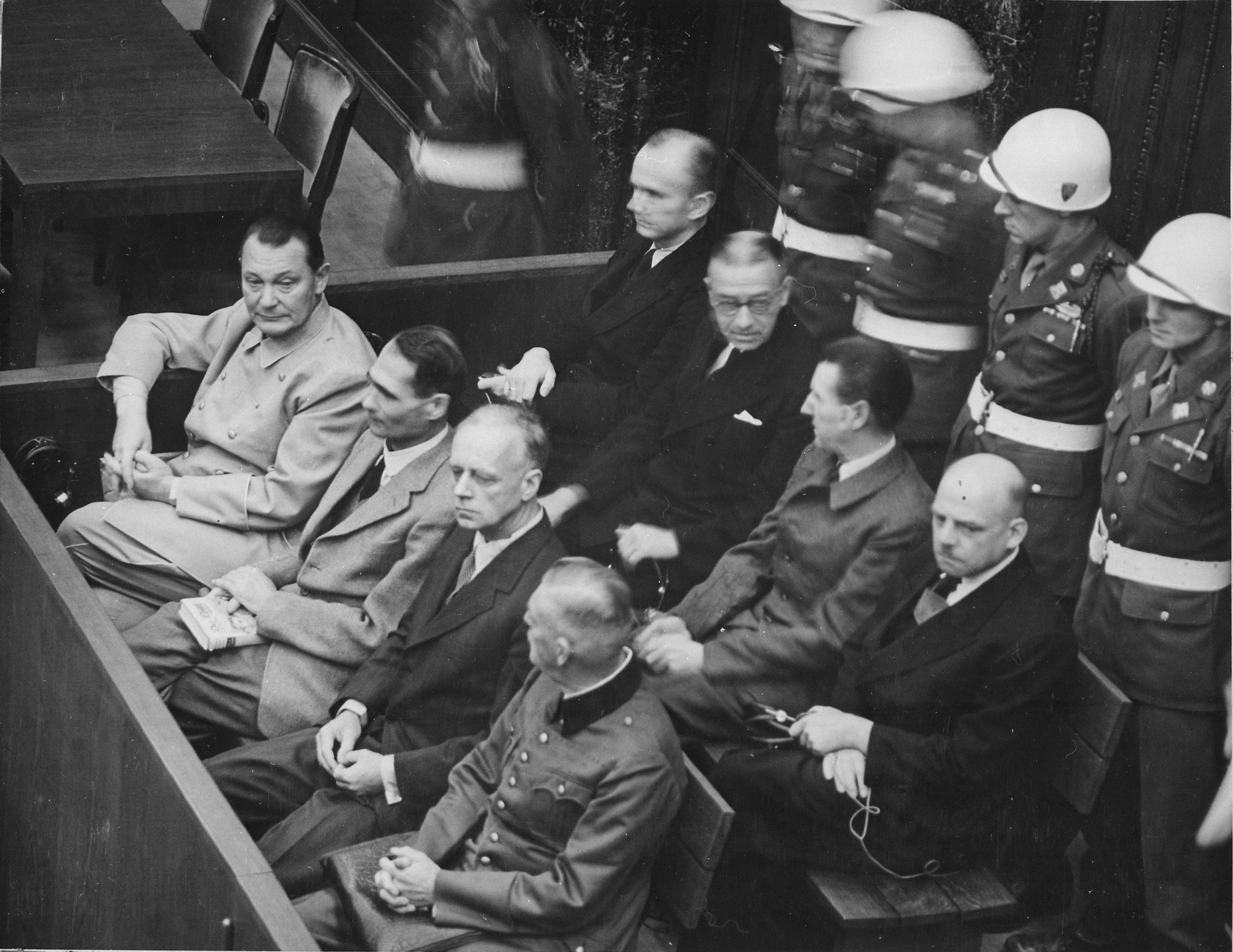
Procès des principaux responsables politiques et militaires du Reich à Nuremberg, 1946. Au premier rang, de gauche à droite : Göring, Hess, Ribbentrop, le maréchal Keitel ; au second rang : les deux amiraux Dönitz et Raeder, Schirach, Sauckel.
D’autres procès ont suivi.

Il est condamné à mort au cours du procès de Nuremberg pour crimes de guerre et crimes contre l'humanité et exécuté par pendaison le 16 octobre 1946 dans cette même ville.